# Tramwaje w Martigny
Tramwaje w Martigny − zlikwidowany system komunikacji tramwajowej w szwajcarskiej miejscowości Martigny, działający w latach 1906−1956. 

## Historia
Powodem dla którego zbudowano w Martigny linię tramwajową była znaczna odległość dworca od miejscowości. Linię tramwajową o długości 1,9 km otwarto 24 października 1906. Na linii prowadzono zarówno ruch pasażerski i towarowy. Z powodu stale zmniejszających się przewozów linię zamknięto 31 grudnia 1956. 

## Tabor
Na linii eksploatowano 2 tramwaje Ce2/2 wyprodukowane w 1906. Oznaczono je nr 1 i 2. W 1952 wagony zostały poddane remontowi.